# Silverado
Silverado es una película wéstern estadounidense estrenada en 1985, producida y dirigida por Lawrence Kasdan. El guion fue escrito por Kasdan y su hermano Mark. El filme describe un encuentro casual entre un grupo de hombres que viajan al pueblo de Silverado, y tratan de frustrar los planes de un ranchero despiadado y un sheriff corrupto. Esta producción cinematográfica cuenta con un gran elenco, destacando Kevin Kline, Scott Glenn, Danny Glover, Kevin Costner y Brian Dennehy.
Fue nominada a dos Premios Óscar, por Mejor edición de sonido y Mejor banda sonora original.

## Argumento
La historia comienza cuando el pistolero Emmett es asediado por tres hombres mientras duerme en una choza abandonada. En un breve tiroteo, mata a todos los asaltantes. Mientras viaja al pueblo de Silverado, donde vive su hermana, Emmett encuentra a Paden, un hombre abandonado en el desierto después de haber sido asaltado, robado y dado por muerto. Emmett y Paden viajan al pueblo de Turley en busca del hermano de Emmett, Jake, quien está detenido en la cárcel y a la espera de la horca por matar a un hombre en defensa propia. Paden, más tarde, también es encarcelado cuando encuentra a uno de los hombres que le robaron en el desierto y lo mata. Emmett ayuda a escapar de la prisión a Jake y a Paden con la ayuda de Mal Johnson, un vaquero negro que fue expulsado del pueblo por el sheriff John Langston, y a quienes ellos defendieron.
Durante el camino encuentran una caravana que fue asaltada por su guía y sus secuaces, pero logran recuperar el dinero robado; Emmet, Jake, Mal y Paden llevan a los colonos a Silverado, para que se establezcan allí. Emmet y Jake se encuentran con su hermana Kate y su familia antes de seguir su viaje a California, pero se enteran por su cuñado J.T. de que el ranchero Ethan McKendrick está tratando de mantener el control del ganado a campo abierto, con lo cual quiere dominar toda la región con sus enormes manadas de ganado y comprando, bajo amenazas, las tierras de sus vecinos a precios ínfimos. Años atrás Emmett había matado al padre de McKendrick en un duelo y fue a prisión. A su salida el joven Ethan McKendrick contrató a los hombres que intentaron matar a Emmett en la choza después de su liberación. Mal encuentra a su padre, Ezra Johnson, escondido en una cueva, después de haber quedado en la miseria al haber sido su casa incendiada y su tierra invadida por el ganado de McKendrick porque se negó a vender su propiedad al terrateniente.
Pronto se revela que el sheriff de Siverado, Cobb, es un viejo amigo de Paden, dueño de la cantina The Midnight Star, y que está en la nómina de McKendrick. La socia de Cobb es Stella, quien no está de acuerdo con el proceder de Cobb. Los hombres de McKendrick asesinan a Ezra un poco más tarde, queman la oficina de tierras y secuestran al sobrino de Emmet y Jake, Augie. Paden, Mal, Emmett, Jake determinan desafiar al sheriff Cobb y al terrateniente. Organizan una estampida con el ganado de McKendrick, lo que les da cobertura para llegar al rancho donde está secuestrado Augie. Los cuatro amigos llegan al rancho, donde la mayoría de los bandidos son asesinados y el niño secuestrado es rescatado. A continuación, al volver al pueblo, cada uno de los cuatro compañeros tiene duelos personales y derrotan a sus enemigos. En el último de estos, Paden mata al sheriff Cobb en un duelo. Tras esto, Emmett y Jake viajan a California, su anhelado objetivo, mientras que Mal y su hermana Rae se reúnen y deciden reconstruir la granja de su padre. Por su parte, Paden se queda en Silverado como el nuevo sheriff.

## Reparto
| Intérprete       | Personaje               | Notas         |
| ---------------- | ----------------------- | ------------- |
| Kevin Kline      | Paden                   |               |
| Scott Glenn      | Emmett                  |               |
| Kevin Costner    | Jake                    |               |
| Danny Glover     | Malachi “Mal” Johnson   |               |
| Brian Dennehy    | Sheriff Cobb            |               |
| Linda Hunt       | Stella                  |               |
| Rosanna Arquette | Hannah                  |               |
| John Cleese      | Sheriff Langston        |               |
| Jeff Goldblum    | Calvin “Slick” Stanhope |               |
| Ray Baker        | Ethan McKendrick        |               |
| Joe Seneca       | Ezra Johnson            |               |
| Lynn Whittfield  | Rae Johnson             |               |
| Jeff Fahey       | Tyree                   |               |
| Pepe Serna       | Scruffy                 |               |
| Patricia Gaul    | Kate Hollis             |               |
| Amanda Wyss      | Phoebe                  |               |
| Earl Hindman     | J. T. Hollis            |               |
| James Gammon     | Dawson                  |               |
| Tom Brown        | Augie Hollis            |               |
| Richard Jenkins  | Kelly                   |               |
| Sheb Wooley      | Sargento                |               |
| Brion James      | Viejo Hobart            | No acreditado |

## Producción
La película fue rodada principalmente en Nuevo México. En 1984, Lawrence Kasdan, su hermano Mark Kasdan y su equipo estaban explorando una zona remota de Santa Fe, Nuevo México, en helicóptero, con la esperanza de encontrar el lugar más adecuado para construir el pueblo de Silverado. El gerente de localización apareció en la propiedad de los indios locales Bill y Marian Cook. En ese momento se quería construir sólo dos o tres estructuras, ofreciendo a los Cook el pago de una comisión. "No había una gran motivación pero de un modo o de otro dije que sí. Simplemente pasó a ser una película de gran presupuesto y el pueblo de Silverado fue construido", recuerda Cook. El conjunto estaba construido apropiadamente y se filmó en cuatro secciones, dependiendo de la vista desde la calle. El pueblo ficticio fue levantado cerca de las montañas del río Galisteo.
En la película, Kasdan combina mito y parodia, homenaje y desmitificación y todos los elementos claves del género se dan cita, desde el 'sheriff' corrupto, a la lejana ciudad del oeste. Sólo faltaron los indios y no porque no estuvieran previstos en el guion, sino porque el estudio vetó la escena en la que aparecían por encontrarla demasiado cara. La película fue producida por Columbia Pictures y Producciones Delphi III, y se distribuyó a las salas de cine a través de Columbia y Sony Pictures Home Entertainment.

## Recepción
La película se estrenó en los Estados Unidos el 12 de julio de 1985 y recaudó un total de US$ 33.200.000 en taquilla, recuperando su presupuesto de 26 millones de dólares. A lo largo de once semanas se exhibió en 1190 salas de cine. Fue recibida con críticas positivas en general y, según Fotogramas, "estuvo a la altura de este interesante material, consiguiendo una obra sólida y vibrante".

## Premios y nominaciones
Silverado fue candidata al Óscar a la mejor banda sonora original en 1985, premio que perdió frente a Memorias de África.